# إرجولي
إرجولي، (بالإنجليزية: Irgoli)، هي بلدية، في مقاطعة نوورو، في إقليم سردينيا الإيطالي، وتقع على بعد حوالي 140 كم (87 ميل) شمال شرق كالياري، وحوالي 30 كم (19 ميل) شمال شرق نوورو.

## السكان
في سنة 1861 بلغ عدد السكان 662 نسمة، وتطور العدد ليصل في سنة 2011 لـ 2٬345 نسمة.
يظهر هذا المخطط البياني تطور النمو السكاني لـ إرجولي